# Metynnis longipinnis
A Metynnis longipinnis a sugarasúszójú halak (Actinopterygii) osztályának pontylazacalakúak (Characiformes) rendjébe, ezen belül a pontylazacfélék (Characidae) családjába tartozó faj.

## Előfordulása
A Metynnis longipinnis előfordulási területe Dél-Amerikában van. A venezuelai Casiquiare torkolatvidékénél, valamint a Rio Negróban található meg.

## Megjelenése
Ez a hal legfeljebb 6,7 centiméter hosszú. Ennek a Metynnis-fajnak a Metynnis hypsauchen (J. P. Müller & Troschel, 1844) a legközelebbi rokona. Megjelenésben is igen hasonlít a két hal. A Metynnis longipinnisnak nagyon hosszú hát- és farok alatti úszói vannak. Pikkelyei mindenhol ezüstös színűek.

## Életmódja
Trópusi és édesvízi hal, amely főleg a nyíltabb vizeket kedveli.